# なつかしきカナン
 「なつかしきカナン」（原題:Been to Canaan)は、キャロル・キングの自作曲であり、キングの1972年リリースのアルバム『喜びは悲しみの後に』に収録された。このアルバムのリードシングルとしてリリースされた「なつかしきカナン」は1973年1月にビルボード・ホット100で最高24位となり、イージーリスニング・チャートでのキングの4曲のナンバーワンヒットの2曲目だった。 このシングルはキャッシュボックス・チャートでも20位に達した。
「なつかしカナン」のフィンランド語でのレンダリング：「OletNähnytKaanan」は、1973年のアルバム”Aikalintu”でAnkiによってレコーディングされ、有名なスウェーデンのジャズ・シンガーのアリス・バブスが同年のアルバム"Music With a Jazz Flavor"でジャズ・カバーを録音した。